# مارومو غالانتس
مارومو غالانتس هو نادي كرة قدم جنوب أفريقي من محافظة ليمبوبو، تأسس عام 2021 ويلعب في دوري جنوب أفريقيا الممتاز لكرة القدم.